# One Island East
One Island East, ook bekend als het One Island East Centre, is een wolkenkrabber in Hongkong, China. De bouw van de kantoortoren, die staat aan 18 Westlands Road, begon in 2006 en werd in 2008 voltooid door Gammon Construction Limited.

## Ontwerp
One Island East in 298,35 meter hoog en telt naast 28 personenliften en 6 shuttle liften, ook 2 goederen liften en een lift voor de parkeergarage. Het gebouw telt 69 bovengrondse en 2 ondergrondse verdiepingen. Het heeft een totale oppervlakte van 144.426 vierkante meter en bevat 1.420 parkeerplaatsen. Het is door Wong & Ouyang in modernistische stijl ontworpen. Het oorspronkelijke plan bevatte een gebouw van 36 verdiepingen met een totale oppervlakte van 75.905 vierkante meter.

## Tropische storm Kammuri in 2008
Op 6 augustus 2008 kwam de tropische storm Kammuri over Hongkong. Hierbij sprongen een aantal ramen van One Island East. Hierdoor vielen glasscherven over de straat, waardoor de ramen van vier andere flats beschadigd raakten. Er waren geen gewonden.

## Galerij

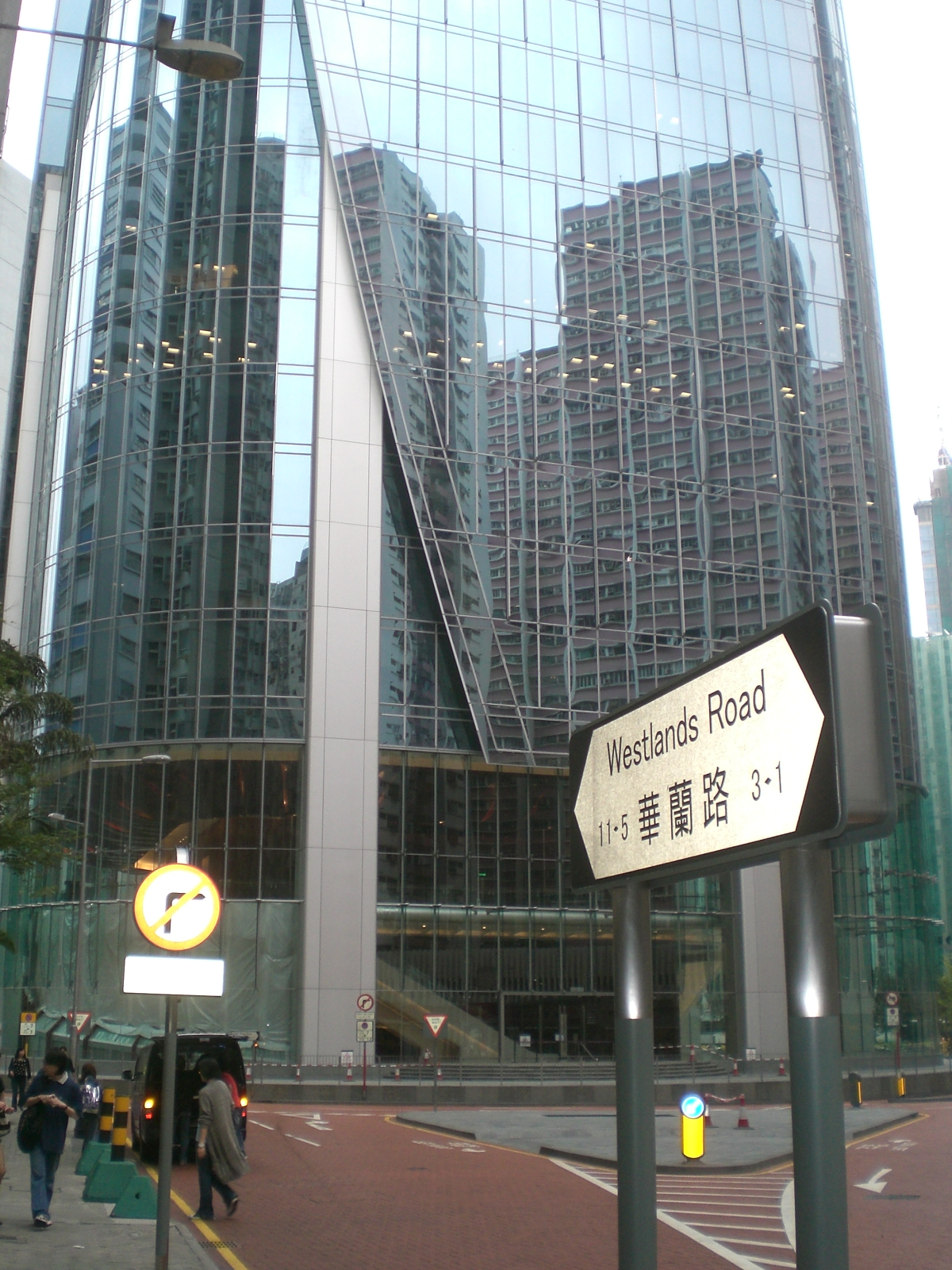
De basis van de toren
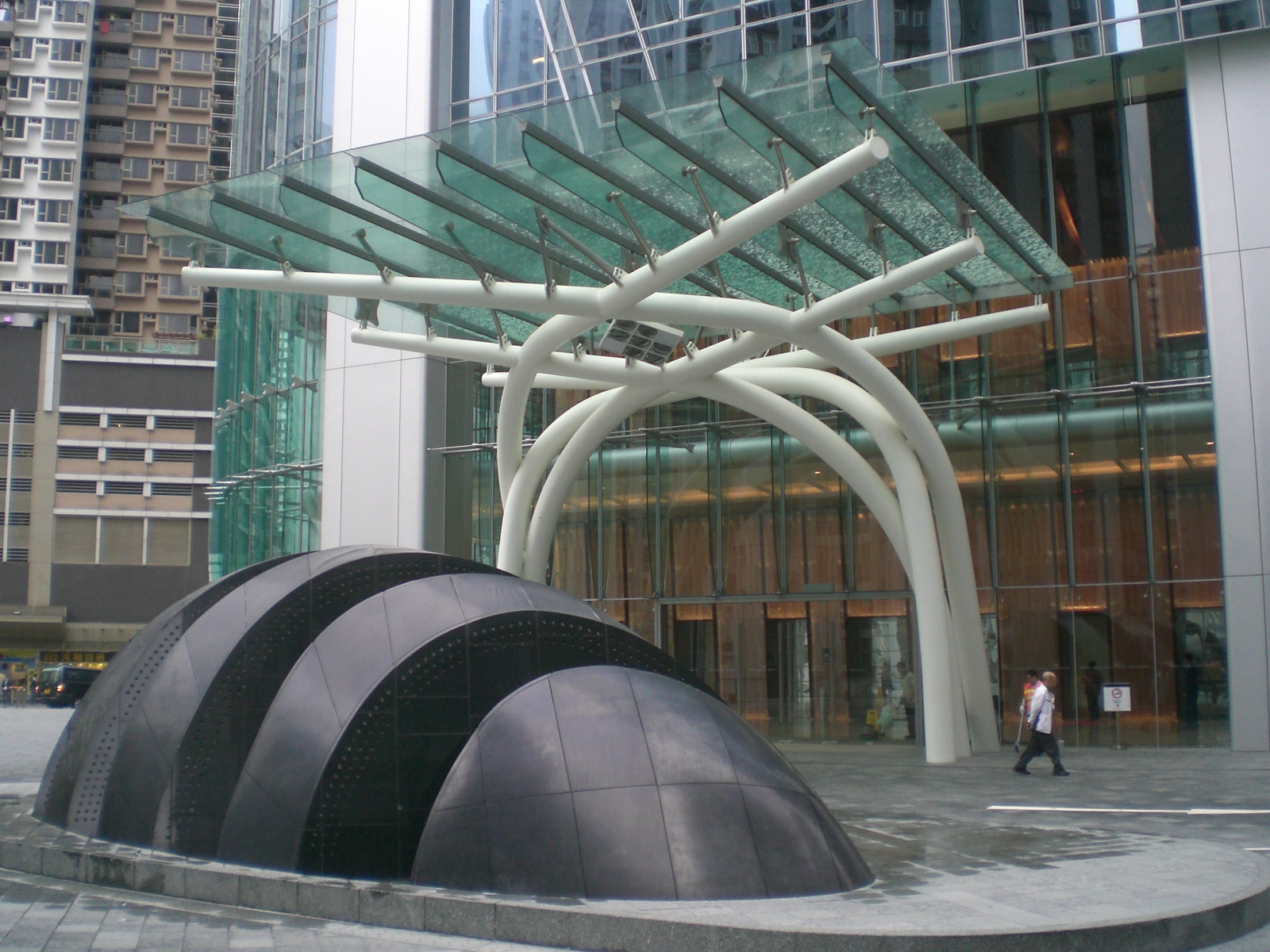
Sculptuur voor de ingang van One Island East
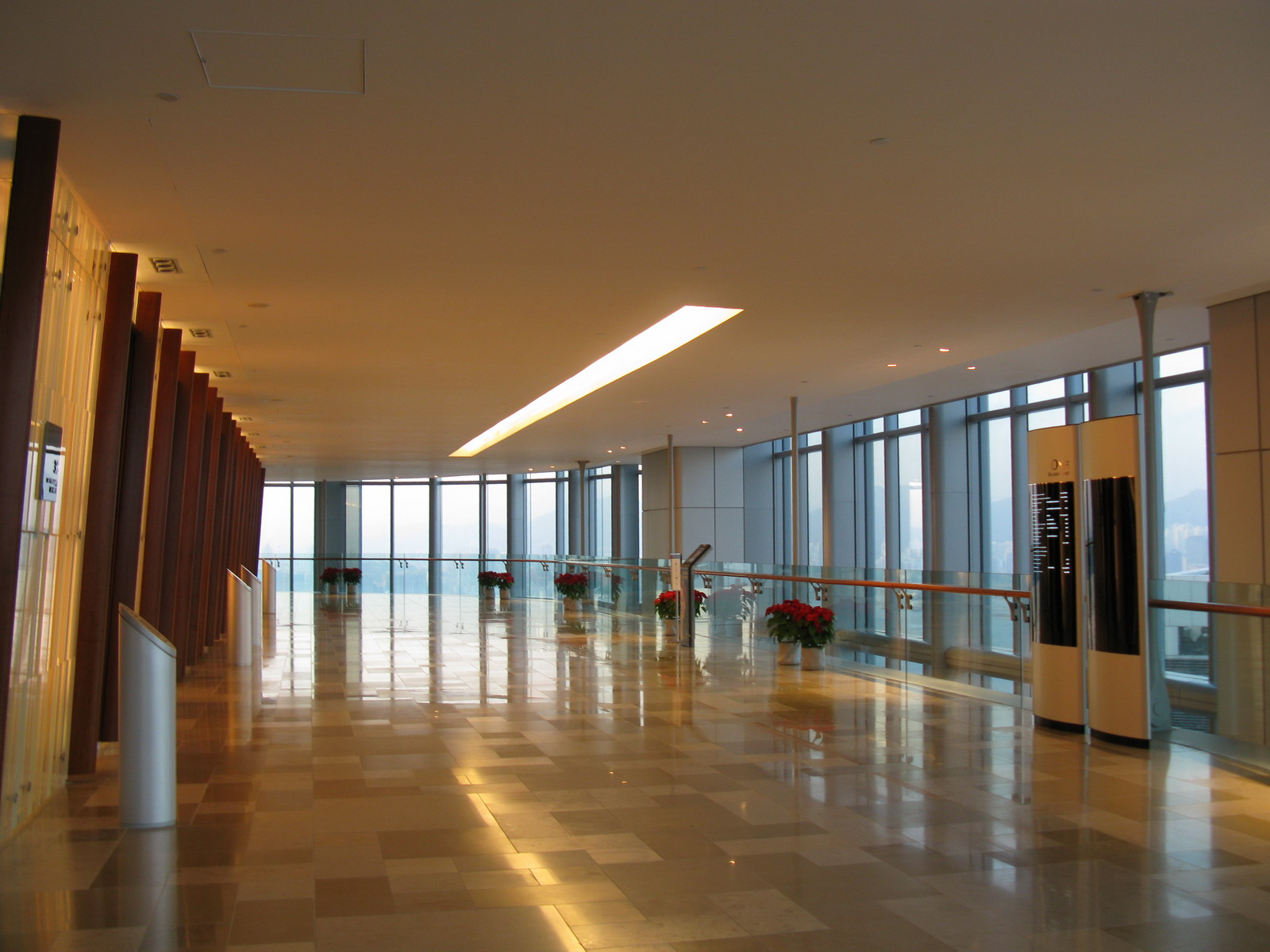
Sky lobby op de 38ste verdieping